# Johann Stephan Decker
Johann Stephan Decker (Colmar, 1784 - Viena, 1844) fue un pintor francés.
A los veinte años fue a París, donde estudió con Jacques-Louis David y Jean-Jacques Karpff, pero en 1811 regresó a su ciudad natal. En 1821 se instaló en Viena, y trabajó para el canciller Metternich y la corte de Carlos de Austria-Teschen, enseñando dibujo y en la ejecución de miniaturas y pinturas al agua.
Hizo retratos de personajes eminentes, como Beethoven.
Era padre de los también pintores Georg Decker, Albert Decker y Gabriel Decker.